# Sois belle (album)
Albums de Expérience 7
Goudjoua Zouk N'Love
(1996)
Sois belle est un des albums du groupe guadeloupéen Experience 7 sorti en 1990.

## Pistes
1. Sundama
2. Ayen
3. Pa Blamé Yo
4. Je M'En Vais
5. Agouba
6. Sois belle (hommage national à la Guadeloupe après le passage du cyclone Hugo) [2]
7. On Lenbé
8. I Ja Lè

## Musiciens
- Chant : Guy Houllier
- Guitares : Yves Honoré
- Batterie/Percussions : Christian Miath, Daniel Kissoun
- Saxophones : Christophe Negre
- Trompettes : Patrick Artero
- Claviers : Jacques-Marie Basses
- Basse : Guy Houllier
- Trombone : Jean-Louis Damant
- Chœurs : Christiane Obydol, Dominique Zorobabel, Jane Fostin

## liens externes
- Ressource relative à la musique :   - Discogs